# Бурнан (Во)
Бурнан (фр. Bournens) — громада  в Швейцарії в кантоні Во, округ Гро-де-Во.

## Географія
Громада розташована на відстані близько 80 км на південний захід від Берна, 10 км на північний захід від Лозанни.
Бурнан має площу 3,9 км², з яких на 7,5% дозволяється будівництво (житлове та будівництво доріг), 74,8% використовуються в сільськогосподарських цілях, 16,2% зайнято лісами, 1,5% не є продуктивними (річки, льодовики або гори).

## Демографія
2019 року в громаді мешкало 420 осіб (+50% порівняно з 2010 роком), іноземців було 22,6%. Густота населення становила 107 осіб/км².
За віковим діапазоном населення розподілялося таким чином: 26,9% — особи молодші 20 років, 57,4% — особи у віці 20—64 років, 15,7% — особи у віці 65 років та старші. Було 161 помешкань (у середньому 2,6 особи в помешканні).
Із загальної кількості 59 працюючих 19 було зайнятих в первинному секторі, 4 — в обробній промисловості, 36 — в галузі послуг.